# Корзина-дровница

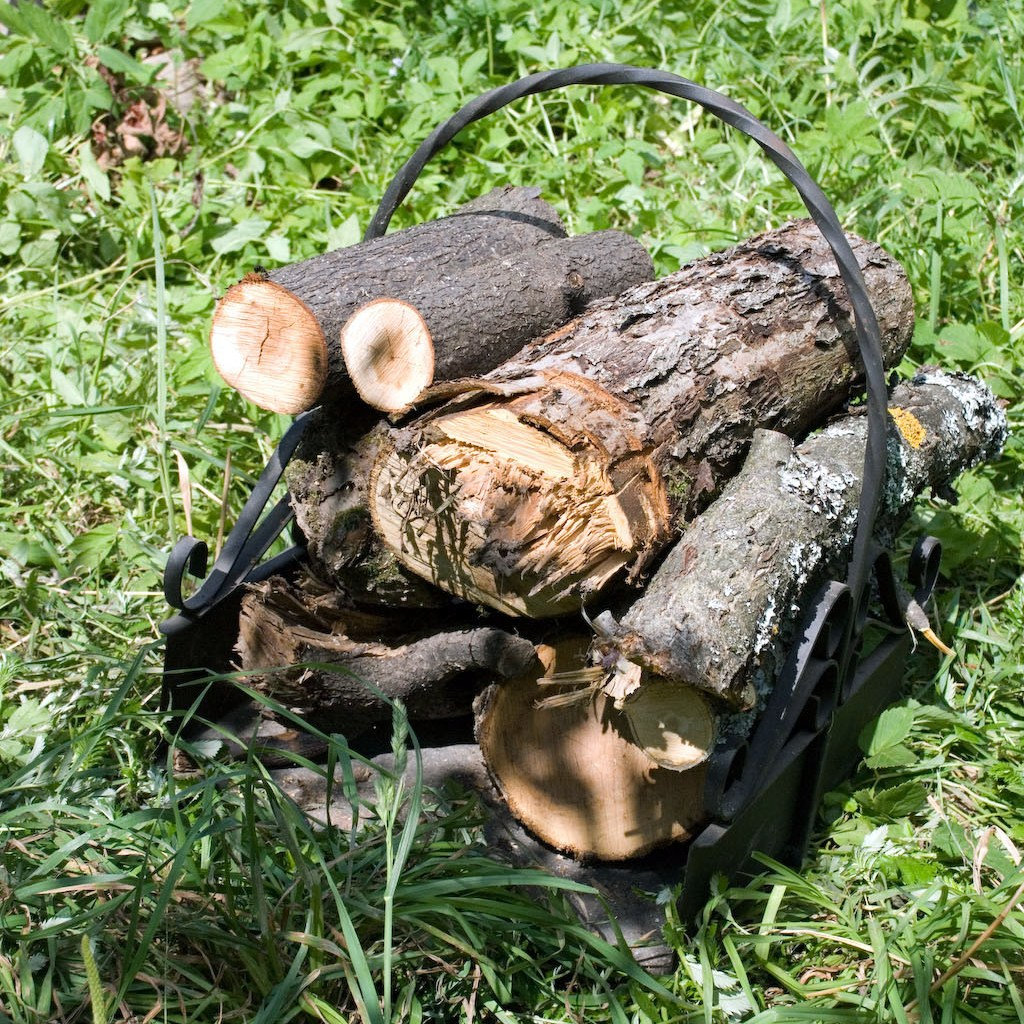
Кованая дровница

Дровница — корзина в виде жёлоба с ручкой для удобной переноски охапки дров от места их длительного хранения в поленнице к месту сжигания. Изготавливается из дерева, лозы и любых других доступных материалов.